# Muhallábidas

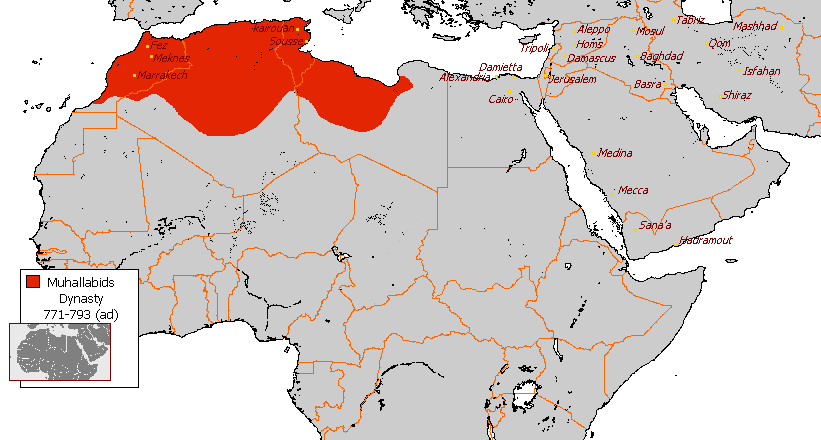
Dominios de los Muhallábidas (771-793 d. C.)

Los muhallábidas (en árabe: al-Muhaliba) fueron  una familia árabe que llegó destacar en la etapa media del Califato omeya y alcanzó su mayor eminencia con los primeros abasíes, cuando los miembros de la familia gobernaron Basora e Ifriquiya.
Los fundadores de la fortuna de la familia fueron al-Muhallab ibn Abi Suffrah (c. 632-702) y su hijo Yazid Ibn al-Muhallab (672-720), gobernadores de Jorasán e Irak, que acaudillaron una fallida rebelión antiomeya en Basora en 720. A pesar de su derrota, la familia siguió siendo influyente en su base de poder de Basora, y en el momento de la revolución abasí se levantó en su apoyo. 
A pesar del respaldo de algunos muhallábidas a la revuelta de los alíes de Muhammad al-Nafs al-Zakiyya, el nuevo régimen abasí recompensó su apoyo con las gobernaciones de Basora, pero sobre todo de Ifriquiya, donde la familia gobernó en sucesión ininterrumpida de 768 a 795. Ifriquiya bajo su gobierno disfrutó de un período de prosperidad; sobre todo, se revitalizó la agricultura gracias a la expansión de los sistemas de riego. Los muhallábidas de Ifriquiya disfrutaron de una gran autonomía y fueron capaces de mantener la primacía de los árabes pese a las revueltas de los bereberes. Fueron, sin embargo, incapaces de evitar la formación de los reinos de los idrísidas en Marruecos y los rostomitas en el centro de Argelia.
La familia perdió el poder durante y después de la cuarta Fitna, cuando las familias árabes tradicionales comenzaron a ser cada vez más marginadas por los generales turcos y persas del califa al-Mamún. Uno de los pocos miembros de la familia prominentes con posterioridad fue Abu Muhammad al-Hasan al-Muhallabi, el capaz visir del emir buyí Mu'izz al-Dawla.